# Joep van Leeuwen
Joep van Leeuwen (* 22. Oktober 1955 in Maastricht; † 16. August 2024 ebendort) war ein niederländischer Jazzmusiker (Gitarre, Gitarrensynthesizer, Komposition).

## Leben und Wirken
Van Leeuwen studierte klassische Gitarre am Konservatorium Maastricht bis zum B-Diplom und Jazzgitarre an der Swiss Jazz School in Bern. 2017 schloss er sein Master-Kompositionsstudium an der Musikhochschule Maastricht ab.
Van Leeuwen spielte bereits in den frühen 1970er Jahren in der niederländischen Provinz Limburg Jazz, als dieser dort noch kaum verbreitet war, trat später aber in den ganzen Niederlanden, in Belgien, Deutschland, Frankreich und der Schweiz auf, in Jazzclubs ebenso wie auf Festivals wie Jazz à Liège, Jazz Mecca, Music Nights und (dreimal zwischen 1999 und 2003) auf dem Montreux Jazz Festival. Er lebte in Maastricht.
Als Komponist verfasste Leeuwen Jazz-Themen, kammermusikalische Stücke und schrieb auch im Third-Stream-Stil. Er schrieb Stücke für Duos wie Posaune und Gitarre und Kirchenorgel und Gitarre/Synthesizer-Gitarre, aber auch Stücke für ein um Gitarre und Bass erweitertes Streichquartett oder für ein Saxophonquartett mit Jazzgitarre.
Weiterhin lehrte Leeuwen zwischen 1985 und 2022 als Hauptfachlehrer am Konservatorium Maastricht Jazzgitarre und Ensemblespiel; zwischen 1996 und 2001 leitete er die Jazzabteilung, dann verantwortete er den Masterstudiengang. Er publizierte regelmäßig in Zeitschriften wie Jazzmozaïek, aber auch im Limburgs Dagblad. In Zusammenarbeit mit der Universität Maastricht untersuchte er die Selbstevaluation der Konservatorien am Beispiel der Abschlussprüfungen und veröffentlichte dazu 2009 das Buch Professional Music Assessment, Determining quality in Jazz performance during the Conservatory Final Exam.

## Preise und Auszeichnungen
2005 wurde van Leeuwen mit dem Jerry-van-Rooyen-Preis ausgezeichnet, der an Personen verliehen wird, die eine wichtige Rolle für den Jazz in Limburg gespielt haben.

## Diskographische Hinweise
- Meditation – Solo Jazz Guitar (1995)
- Joep van Leeuwen, Janice Lakers: How Deep Is the Ocean? (2005)
- It Could Happen to You: Solo Jazz Guitar (2008)
- Joep van Leeuwen, Gero Körner: Jazz Guitar Meets Church Organ Duo (ORGANpromotion 2011)[5]
- Joep van Leeuwen & Jack Coenen: The Dance and the Blues (2014).